# Санахта
Санахта, Санихта — река в России, протекает по городскому округу Чкаловск Нижегородской области. Впадает в Горьковское водохранилище на Волге в 2301 км от её устья по правому берегу. Длина реки составляет 28 км, площадь водосборного бассейна 126 км².
Исток реки в лесах близ границы с Ивановской областью в 22 км к северо-западу от города Чкаловск. Река течёт на юго-восток, долина реки заселена, на берегах расположены многочисленные деревни. Из-за подпора Горьковского водохранилища на последних километрах расширяется, образуя «залив реки Санахты». На левом берегу залива при впадении реки в Горьковское водохранилище расположен город Чкаловск.

## Данные водного реестра
По данным государственного водного реестра России относится к Верхневолжскому бассейновому округу, водохозяйственный участок реки — Волга от города Кострома до Горьковского гидроузла (Горьковское водохранилище), без реки Унжа, речной подбассейн реки — Волга ниже Рыбинского водохранилища до впадения Оки. Речной бассейн реки — (Верхняя) Волга до Куйбышевского водохранилища (без бассейна Оки).
Код объекта в государственном водном реестре — 08010300412110000017122.